# Trimerotropis arizonensis
Trimerotropis arizonensis es una especie de saltamontes de la subfamilia Oedipodinae, familia Acrididae. Se encuentra en Norteamérica.